# O.b.
o.b.  (скор. від нім. ohne Binde — «без прокладок») — тампон, розроблений у 1947 році в Німеччині інженером Карлом Ханом (Carl Hahn) і юристом Хайнцем Міттагом (Heinz Обід) спільно з гінекологом Юдіт Ессер Міттаг з клініки в Вупперталі, яка консультувала підприємців з питань гінекології та гігієни. Серії тампонів випускаються різної форми і розмірів.

## Історія тампонів o.b
У 1950 році тампони o.b. почала випускати німецька компанія Dr. Carl Hahn KG.
У 1969 році завдяки провокаційній рекламі в журналі Bunte Illustrierte (зображення дівчини було ретушоване цензурою) компанія Dr. Carl Hahn KG за рік збільшила продажі на 50 % (до 28 мільйонів марок) і стала монополістом на ринку тампонів (з часткою ринку 77 % проти 22 % у Tampax).
У 1974 році виробництво та торгова марка, що були викуплені компанією Johnson & Johnson.
На заводі в Вупперталі (земля Північний Рейн-Вестфалія в Німеччині) щорічно проводяться 2 млрд тампонів o.b., з яких 1,2 мільярда продаються в Німеччині (за даними на 2010 рік).
У 2003 році незалежний німецький дослідницький інститут Штіфтунг Варентест за підсумками тесту, в якому брало участь 600 жінок, офіційно рекомендував тампони o.b. як кращі на ринку.
Нові покоління тампонів випускаються кожні 4-5 років.

## Тампони o.b. в США
Тампони o.b. з'явилися в США в 1974 році, ставши єдиними безаплікаторними тампонами на американському ринку. У 1984 році в пресі з'явилася реклама з винахідником тампонів Юдіт Ессер Міттаг, в якій вона розповідала про переваги тампонів o.b. Однак продажі o.b. все ще залишалися на низькому рівні, в 1988 році їх частка на ринку не перевищувала 8 %. У 2011 році споживачі тампонів o.b. зіткнулися з їх тимчасовою нестачею в магазинах. Щоб вибачитися перед клієнтами, компанія випустила відео з персоналізованої піснею для кожної жінки. Johnson & Johnson так і не вдалося досягти помітних продажу тампонів на ринку США. За повідомленням Reuter's, в 2011 році тампони o.b. у США сильно поступалися Tampax (Procter & Gamble), Playtex (Energizer Holdings Inc.), Kotex (Kimberly-Clark Corp.), а також іншим маркам. В результаті Johnson & Johnson в 2013 році продала права на поширення бренду в США, Канаді та країнах Карибського басейну своєму конкуренту Energizer Holdings Inc.

## Продукція
- O. B. ProComfort;
- O. B. ProComfort Night (нічні);
- O. B. Original;
- O. B. Compact Applicator.